# Mayaca kunthii
Mayaca kunthii är en gräsväxtart som beskrevs av Moritz August Seubert. Mayaca kunthii ingår i släktet Mayaca och familjen Mayacaceae. Inga underarter finns listade i Catalogue of Life.